# Eulagisca gigantea
Eulagisca gigantea, um verme polinóide gigante, é uma espécie de poliqueta marinho pertencente à família Polynoidae. Esta espécie é encontrada no fundo do mar no Oceano Antártico.

## Descrição
Eulagisca gigantea pode crescer até um comprimento de 20 cm e uma largura de 10 cm. É dorso-ventralmente achatada e tem 40 segmentos. O prostômio é oval e a parte posterior é ocultada por uma prega nucal. A probóscide eversível carrega um par de mandíbulas grandes e é aproximadamente um quarto do comprimento do organismo inteiro. A superfície superior do corpo é ocultada pelos grandes elytra emparelhados e de cada segmento sai um par de parapódios parecidos com uma pá no lado que são usados para nadar. E. gigantea possui uma cor marrom-acinzentada.

## Biologia
Polinóides geralmente são considerados carnívoros, e, a julgar pelo tamanho das mandíbulas, este é um predador, mas sua dieta é desconhecida e muito pouco se sabe sobre sua biologia.